# Kociołki (powiat sieradzki)
Kociołki – wieś w Polsce położona w województwie łódzkim, w powiecie sieradzkim, w gminie Błaszki.
W latach 1975–1998 miejscowość administracyjnie należała do województwa sieradzkiego.
Inne miejscowości o nazwie Kociołki: Kociołki

## Zabytki
Według rejestru zabytków Narodowego Instytutu Dziedzictwa na listę zabytków wpisany jest obiekt:
- park, XIX/XX w., nr rej.: 374 z 31.12.1990